# 거짓말 (티아라의 노래)
〈거짓말〉은 2009년 7월 27일에 발매된 티아라의 두 번째 디지털 싱글 음반이자 공식 데뷔 음반이다. 타이틀곡은 〈거짓말 (Part.1)〉이고 활동곡은 〈거짓말 (Part.2)〉이다.

## 데뷔
2009년 7월 27일 티아라의 데뷔 싱글이자 두 번째 싱글 음반 〈거짓말〉이 공개되었다. 티아라는 7월 30일 Mnet 《엠카운트다운》에서 〈놀아볼래?〉와 〈거짓말〉 두 곡을 부르며 첫 데뷔 무대를 가졌고, 이어 7월 31일 KBS 《뮤직뱅크》에서 공중파 데뷔 무대를 가졌다. 그러나 데뷔 무대 후 립싱크 논란에 휩싸이기도 하였다. 티아라는 〈거짓말〉로 2009년 9월까지 활동하였다.

## 뮤직비디오
7월 10일 〈거짓말 (Part 1)〉뮤직비디오에 유승호가 출연한다는 소식이 처음 알려졌고, 7월 20일 〈거짓말 (Part. 1)〉의 뮤직비디오 스틸컷이 처음 공개되었다. 7월 23일에는 Mnet 《더 메이킹 오브 티아라》를 방영해 〈거짓말〉 뮤직비디오 촬영 과정을 공개하였다. 7월 24일 〈놀아볼래?〉와 〈거짓말〉의 티저영상이 공개되었고, 이후 29일 유승호가 출연한 〈거짓말 (Part 1)〉의 뮤직비디오가 공개되었다. 〈거짓말 (Part 1)〉 뮤직비디오는 공개 2주 만에 조회수가 곰TV 기준 100만 건이 넘었고, 이는 신인 최초의 기록이다. 이어 〈거짓말 (Ballad Ver.)〉의 뮤직비디오도 공개되었고, 이 뮤직비디오에는 멤버 지연과 함께 MBC 드라마 《혼》에 출연한 임주은이 출연하였다. 8월 19일에는 발랄 컨셉트의 〈거짓말 (Part 2)〉의 뮤직비디오가 공개되었다.

## 트랙 리스트
| #  | 제목                     | 작사   | 작곡           | 편곡           | 재생 시간 |
| -- | ------------------------ | ------ | -------------- | -------------- | --------- |
| 1. | 〈거짓말 (Part 1)〉      | 안영민 | 조영수         | 조영수         | 3:46      |
| 2. | 〈거짓말 (Part 2)〉      | 안영민 | 조영수         | 조영수         | 3:42      |
| 3. | 〈놀아볼래?〉            | 안영민 | 조영수, 김태현 | 조영수, 김태현 | 2:53      |
| 4. | 〈거짓말 (Ballad Ver.)〉 | 안영민 | 조영수         | 조영수         | 3:55      |

## 차트
다음 표는 타이틀곡 〈거짓말 (Part 1)〉의 주요 음원사이트의 주간 차트 최고 순위이다.
| 음원사이트          | 기간                                                               | 최고순위 |
| ------------------- | ------------------------------------------------------------------ | -------- |
| 멜론                | 2009년 8월 16일 ~ 2009년 9월 5일                                   | 5위      |
| 엠넷                | 2009년 8월 10일 ~ 2009년 8월 16일                                  | 4위      |
| 도시락              | 2009년 8월 10일 ~ 2009년 8월 16일                                  | 3위      |
| 벅스                | 2009년 7월 30일 ~ 2009년 8월 19일                                  | 4위      |
| 네이버 뮤직         | 2009년 8월 10일 ~ 2009년 8월 16일                                  | 4위      |
| KBS 뮤직뱅크 K-차트 | 2009년 8월 3일 ~ 2009년 8월 16일 2009년 8월 24일 ~ 2009년 8월 30일 | 7위      |